# Two Fools in a Canoe
Two Fools in a Canoe è un cortometraggio muto del 1898 diretto e interpretato da Cecil M. Hepworth. È una delle primissime pellicole prodotte dalla neonata casa di produzione fondata quell'anno da Hepworth.

## Trama
Due uomini in canoa si spruzzano l'acqua addosso finché non vanno finire in acqua, con la canoa rovesciata.

## Produzione
Il film fu prodotto dalla Hepworth.

## Distribuzione
Distribuito dalla Warwick Trading Company, il film - un cortometraggio della lunghezza di 15,24 metri, conosciuto anche con il titolo Two Cockneys in a Canoe - uscì nelle sale cinematografiche britanniche nel settembre 1898.
Non si hanno altre notizie del film che si ritiene perduto, forse distrutto nel 1924 quando il produttore Cecil M. Hepworth, ormai fallito, cercò di recuperare l'argento del nitrato fondendo le pellicole.